# Brecon
Brecon (walisisk: Aberhonddu tidligere kendt som Brecknock) er en købstad i Powys, midt-Wales.
I 1841 havde den et befolkningstal på 5.701. I 2001 var dette tal 7.901, og det var steget til 8,250 i 2011.
Historisk har det været county town i Brecknockshire (Breconshire); denne rolle svandt dog med etableringen af County of Powys, men det er fortsat en vigtig by for lokalområdet. Brecon er den tredjestørste by i Powys efter Newtown og Ystradgynlais. Den ligger nord for bjergkæden Brecon Beacons men lige inden for Brecon Beacons National Park.
I byen ligger Brecon Castle, som blev etableret i slutningen af 1000-tallet, og som i dag er omdannet til hotel.